# Aker Brygge
Aker Brygge ist ein Bezirk und ein Einkaufscenter im Stadtteil Frogner im Zentrum von Oslo. Laut Dagens Næringsliv zählt es zu den besten – und teuersten – Büroflächen der letzten 25 Jahre. Rund 6.000 Personen arbeiten täglich in Aker Brygge und ca. 900 wohnen in diesem Gebiet.

## Grenzen
Aker Brygge liegt an der Bucht Pipervika, am Oslofjord. Es besitzt eine klar strukturierte Abgrenzung durch folgende Straßen: Dokkveien im Osten, Munkedamsveien (Ring 1) im Norden und dem namenlosen Weg zum Filipstadtkai im Westen. Somit grenzt Aker Brygge an Vika im Osten und Norden, Filipstad im Westen, Tjuvholmen im Südwesten und dem Oslofjord im Süden.

## Geschichte und Entwicklung
Aker Brygge liegt auf dem früheren Werftgelände der Akers mekaniske verksted AS, welche im Jahr 1982 geschlossen wurde. Die einstige Firma wurde 1854 gegründet, als das Gebiet noch unter dem Namen Holmen bekannt war. Seit den Anfängen des frühen 18. Jahrhunderts etablierten sich hier einige Industriebetriebe und eine Stadtrandbebauung entstand.
Der Ausbau von Aker Brygge wurde in vier Stufen von der Immobiliengesellschaft Aker Eiendom AS durchgeführt. Ein Teil der alten Industriegebäude musste abgerissen werden, doch der Großteil der großen Werkshallen wurde zu Büroflächen umgebaut.  Durch das Architekturbüro Telje-Torp-Aasen wurde der erste Bauabschnitt 1986 fertiggestellt. 1998 war dann die vierte und letzte Etappe mit dem Neubau der Storebrands Versicherungsgesellschaft am Munkedamsveien abgeschlossen. Die gesamte Baumasse umfasst 260.000 m².

## Aker Brygge heute
Der Bezirk ist heute Treffpunkt für Unterhaltung, Gastronomie und Shoppingtouren und wird jährlich von fast 12 Millionen Menschen besucht. Hier befinden sich rund 70 Ladenlokale und 40 Cafés, Restaurants, Bars und Nachtclubs. Neben den entstandenen Wohn- und Büroflächen hat sich auch das Felix Kino und Latter / Standup Norge angesiedelt.

## Verkehrsanbindung
Die Haltestellen der Straßenbahnlinie 12 und verschiedener Buslinien erschließen die Aker Brygge. Das Aker Brygge Parkhaus (Europark) bietet Platz für 907 Fahrzeuge. Davor liegt Norwegens größter Parkplatz für Elektroautos. Des Weiteren befindet sich in der Nähe vom Nationaltheater ein Bahnhof mit U-Bahn-Anbindung. In wenigen Gehminuten kann man von dort den kleinen Bootshafen, Herbern Marina,  und das  Terminal für Fähren nach Nesodden erreichen.

## Galerie

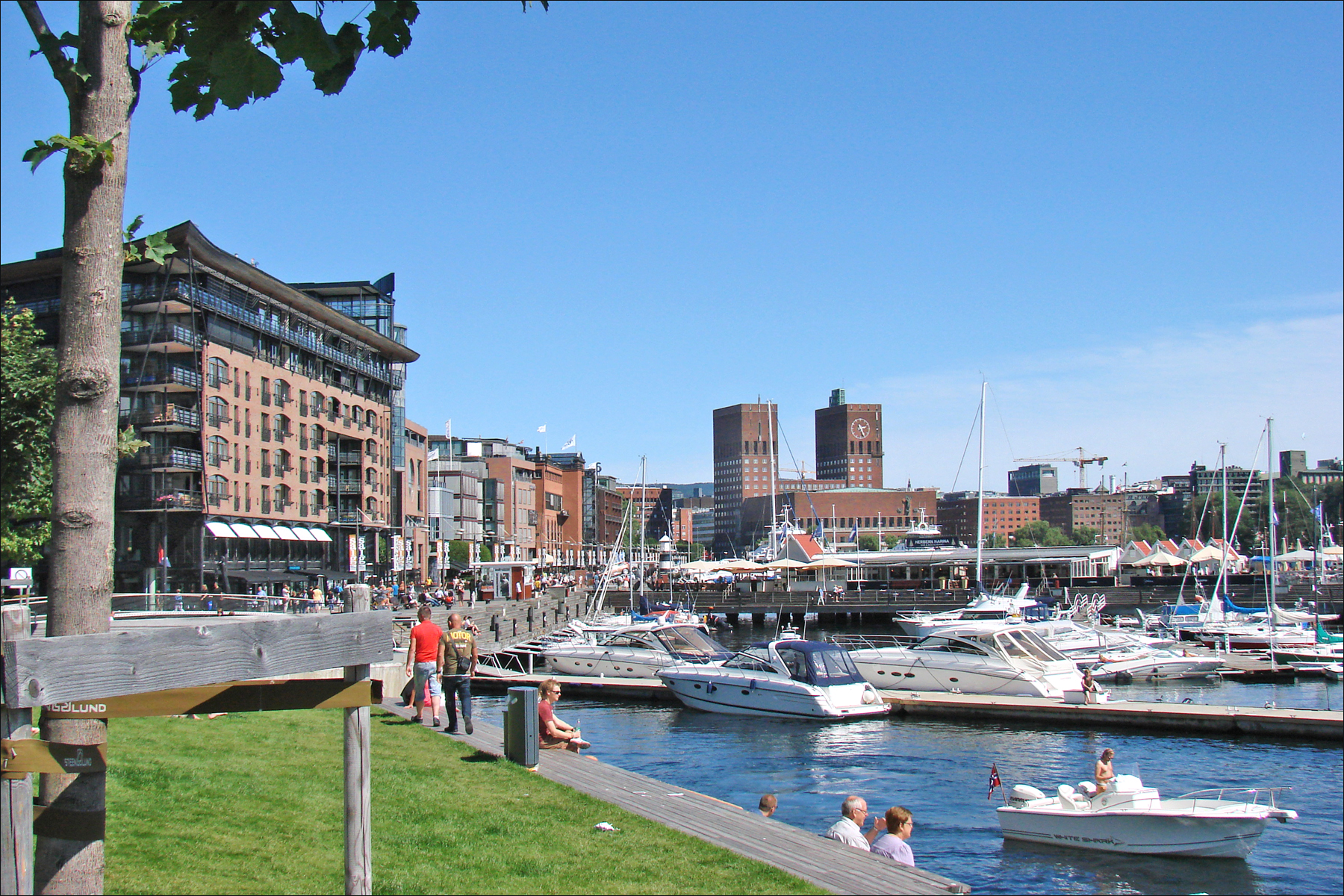
Aker Brygge mit Rathaus
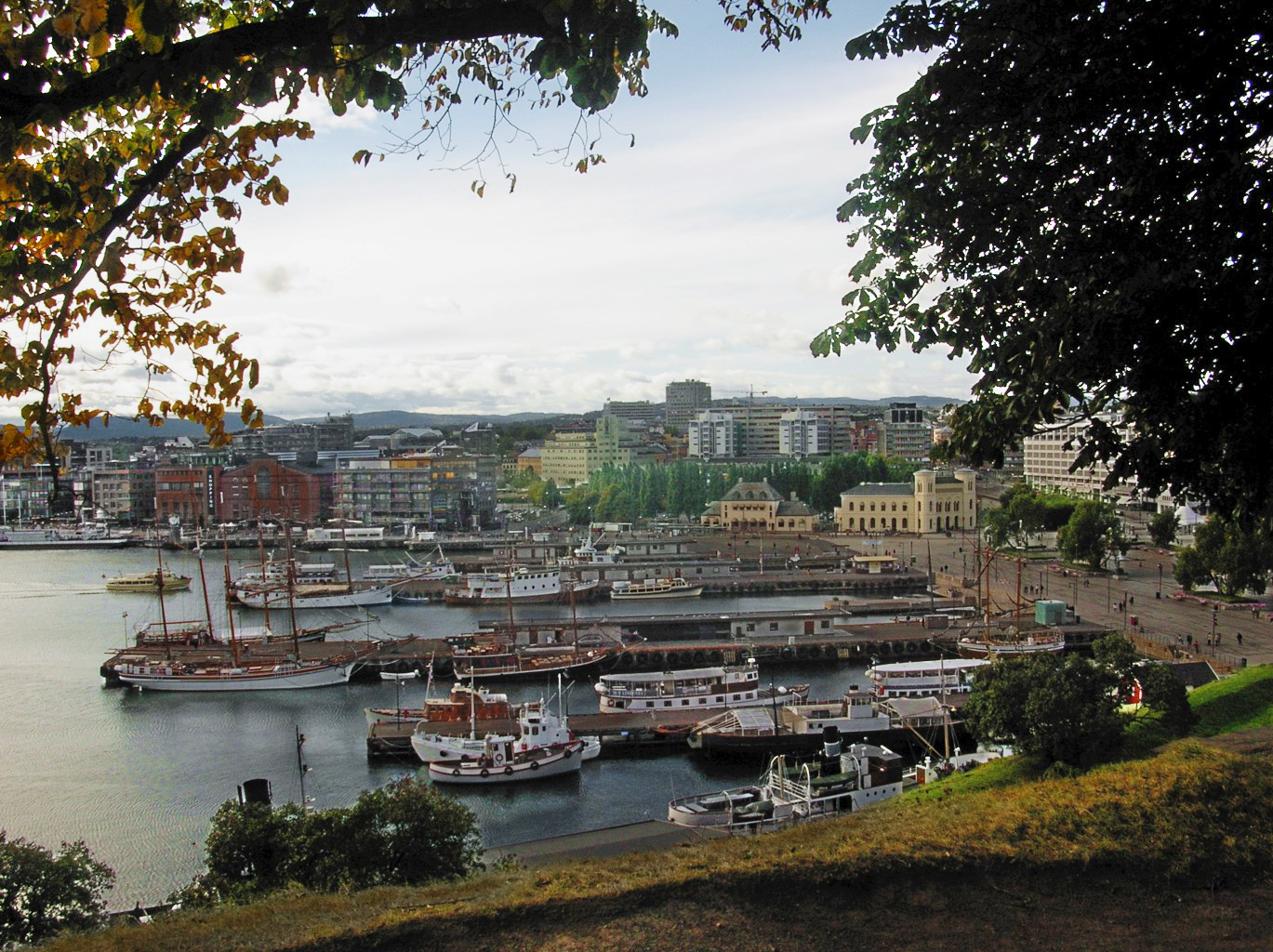
Hafen der Aker brygge
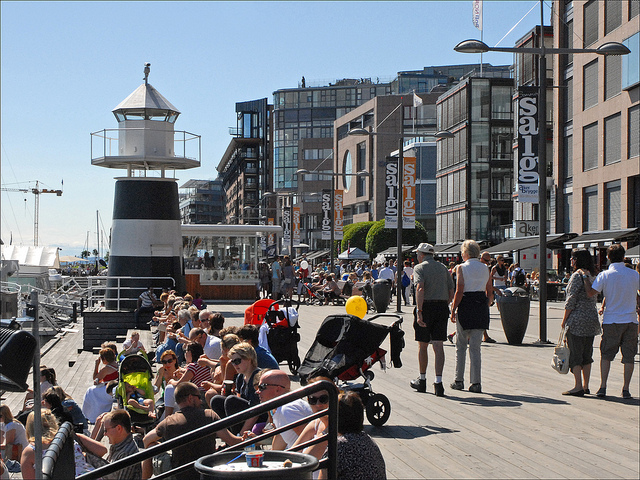
Promenade
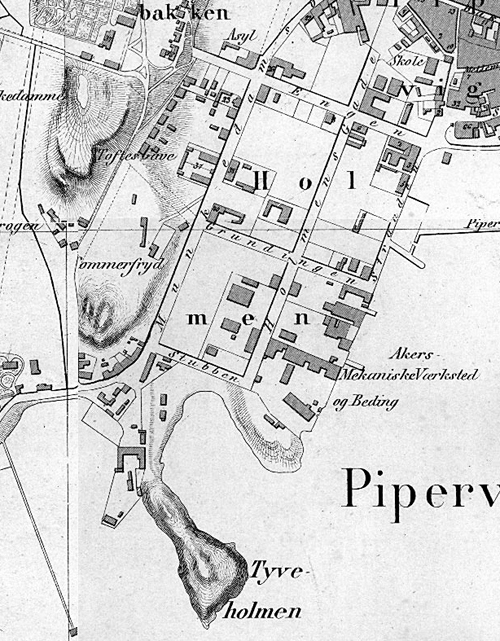
ehem. Bezirk „Holmen“ vor dem Bau der Aker Brygge
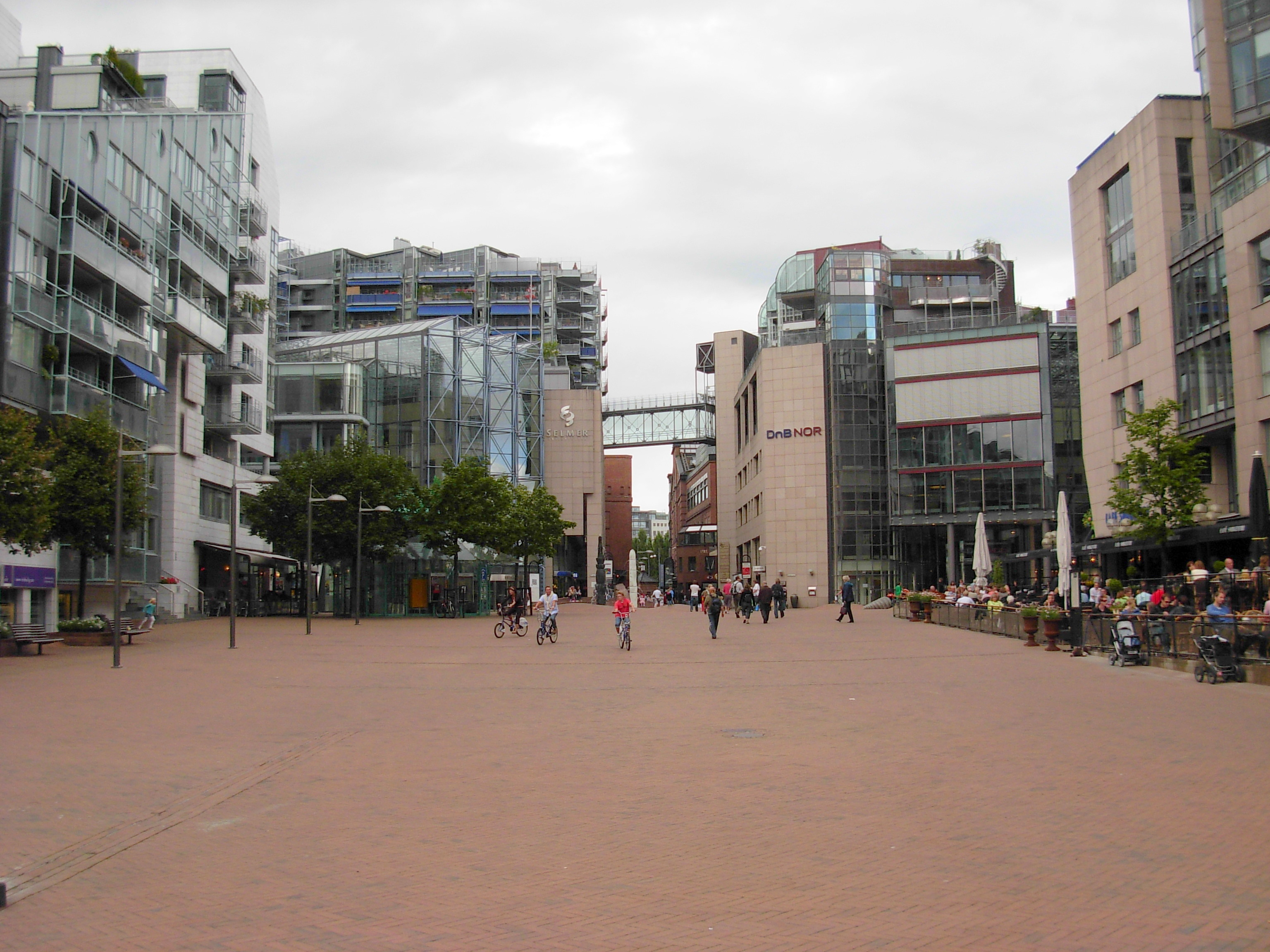
Bryggetorget
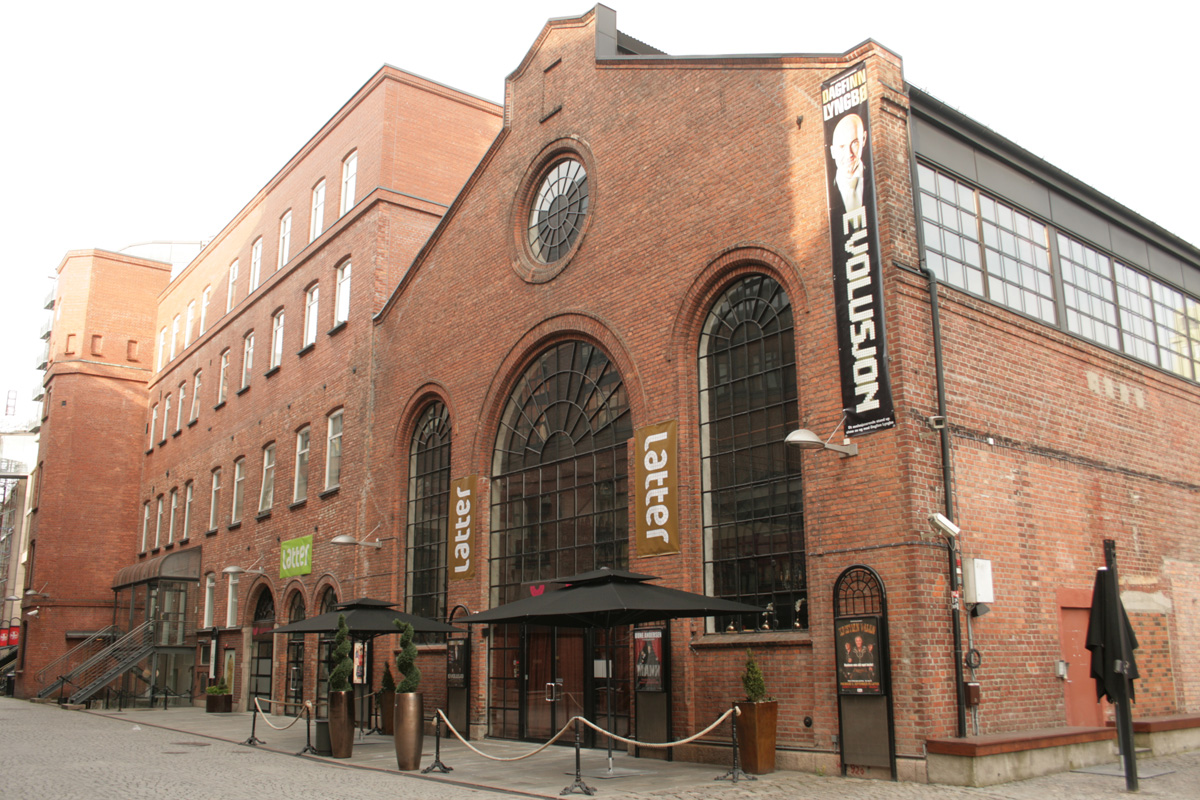
Latter